# Stichting Bouwresearch
Stichting Bouwresearch, SBR en later SBRCURnet is een voormalig Nederlands kennisinstituut op het gebied van de bouw en gebouwinstallaties gevestigd in Rotterdam en later in Delft.

## Ontwikkeling

### Opzet
Stichting Bouwresearch is opgericht in 1959 met als doel om onderzoek naar nieuwe bouwmethoden te stimuleren en te coördineren. De eerste voorzitter was oud-minister Herman Witte. De latere fusiepartner, de vereniging Civieltechnisch Centrum Uitvoering, Research en Regelgeving CUR, was reeds zeven jaar eerder in opgericht in 1952.
Beide belangenorganisaties waren een product van de wederopbouw na de Tweede Wereldoorlog. Er moest toen enorm veel worden gebouwd en er was een tekort aan kennis over gedrag en krachtwerking van belangrijkste bouwmateriaal; gewapend en voorgespannen beton. De CUR wilde uitvoerende bouwbedrijven voorzien van de nodige kennis. In die tijd bestond de branche nog voornamelijk uit kleine bedrijven, die over de toepassing van zich in die tijd sterk ontwikkelende nieuwe bouwmethoden van elkaar konden leren.
De Stichting Bouwresearch was lange tijd gevestigd in het Groothandelsgebouw te Rotterdam, tegenover het Bouwcentrum.

### Ontwikkeling
Stichting Bouwresearch is in 2003 hernoemd tot SBR. Er werkten toen ongeveer 50 man onder leiding van de ingenieur Jack de Leeuw.
De Stichting Bouwresearch gaf diverse boeken uit over zaken als materieelbeheer, kostenbewaking, financiering en beleidsplanning in het aannemingsbedrijf; transport bij het bouwproces; en de beveiliging van gebouwen. De SBR was verder ook bekend van normen voor trillingen van installaties in gebouwen.
In 2013 fuseerde Stichting Bouwresearch met CURnet tot SBRCURnet, dat was gevestigd op De Bouwcampus op het terrein van de Technische Universiteit Delft. Er werkten ongeveer 50 man onder leiding van Jeannette Baljeu.
SBRCURnet werkte als kennispartner samen met commissies die nieuwe bouw- en gww-kennis ontwikkelden en vastlegden. Ze werkte ook in de praktijk, op de bouwplaats, aan projecten. Zo ontwikkelde en verspreidde ze gratis en betaald bouwkennis. Bekende producten waren de SBR-Referentiedetails, de Infobladen en de CUR-aanbevelingen.

### Beëindiging
Na het wegvallen van bekostigingsfondsen hield SBRCURnet per 31 december 2017 op te bestaan als zelfstandige organisatie. In 2018 werden de activiteiten betreffende grond-, weg- en waterbouw overgenomen door CROW en betreffende de gebouwde omgeving door kennisinstituut bouw- en installatietechniek ISSO.